# Saint-Cyr-en-Arthies
Saint-Cyr-en-Arthies ist eine französische Gemeinde mit 237 Einwohnern (Stand 1. Januar 2022) im Département Val-d’Oise in der Region Île-de-France. Die Bewohner nennen sich Saint-Cyriens bzw. Saint-Cyriennes.

## Geografie
Die Gemeinde Saint-Cyr-en-Arthies befindet sich ca. 50 Kilometer nordwestlich von Paris. Sie liegt im Regionalen Naturpark Vexin français.
Nachbargemeinden von Saint-Cyr-en-Arthies sind Villers-en-Arthies im Norden, Aincourt im Nordosten, Drocourt im Osten und Südosten, Saint-Martin-la-Garenne im Südwesten und Vétheuil im Westen.

## Geschichte
Funde aus der Vorgeschichte bezeugen eine frühe Besiedlung.

## Sehenswürdigkeiten
- Kirche Saint-Cyr-Sainte-Julitte[1], erbaut im 15. Jahrhundert (Monument historique)
- Schlosspark[2] (Monument historique)
- Waschhaus

## Bevölkerungsentwicklung
| Jahr      | 1962 | 1968 | 1975 | 1982 | 1990 | 1999 | 2007 | 2019 |
| --------- | ---- | ---- | ---- | ---- | ---- | ---- | ---- | ---- |
| Einwohner | 108  | 126  | 148  | 182  | 194  | 226  | 232  | 240  |